# El Calvario, Villa del Carbón
El Calvario är en ort i Mexiko.   Den ligger i kommunen Villa del Carbón och delstaten Mexiko, i den sydöstra delen av landet, 50 km nordväst om huvudstaden Mexico City. El Calvario ligger 2 708 meter över havet och antalet invånare är 330.
Terrängen runt El Calvario är kuperad. Runt El Calvario är det tätbefolkat, med 308 invånare per kvadratkilometer. Närmaste större samhälle är Veintidós de Febrero, 18,0 km sydost om El Calvario. I omgivningarna runt El Calvario växer huvudsakligen savannskog.